# Junior Bake Off Italia (seconda edizione)
La seconda edizione di Junior Bake Off Italia è andata in onda dal 16 dicembre 2016 al 3 febbraio 2017 su Real Time.
Il programma è presentato da Benedetta Parodi ed ha come giudici Ernst Knam, Clelia d'Onofrio e Antonio Martino (quest'ultimo non presente nella prima edizione).
Questa edizione si compone di otto episodi.

## Concorrenti
| Concorrente           | Età |
| --------------------- | --- |
| Alessia Puricelli     | 10  |
| Anna Partiello        | 7   |
| Annachiara Squillante | 8   |
| Arianna Somensini     | 9   |
| Camilla Castelli      | 12  |
| Christian Chutreli    | 11  |
| Edoardo Mario Ferrero | 11  |
| Francesco Schiavo     | 10  |
| Giuseppe Tattoli      | 9   |
| Irene Rossi           | 10  |
| Mattia Di Marcantonio | 9   |
| Martina Pasquini      | 8   |
| Marco Pietta          | 9   |
| Pietro Casacci        | 7   |
| Teresa Rosaspina      | 9   |
| Luca Menesatti        | 12  |

## Tabella delle eliminazioni
| _____________ | 1         | 1         | 2     | 3         | 4       | 5         | 6         | Semifinale | Finale | Finale    |  |  |  |  |  |  |  |  |  |
| Prova Tecnica | N.D.      | N.D.      | N.D.  | Arianna   | Arianna | Irene     | N.D.      | Camilla    | N.D.   | N.D.      |  |  |  |  |  |  |  |  |  |
| Mattia        | SALVO     | SALVO     | SALVO | SALVO     | SALVO   | PRIMO     | SALVO     | FINALISTA  | SALVO  | VINCITORE |  |  |  |  |  |  |  |  |  |
| Arianna       | SALVA     | SALVA     | SALVA | SALVA     | SALVA   | SALVA     | PRIMA     | FINALISTA  | SALVA  | SECONDA   |  |  |  |  |  |  |  |  |  |
| Camilla       | SALVA     | SALVA     | SALVA | PRIMA     | PRIMA   | SALVA     | SALVA     | FINALISTA  | TERZA  |           |  |  |  |  |  |  |  |  |  |
| Irene         | SALVA     | SALVA     | PRIMA | SALVA     | SALVA   | SALVA     | SALVA     | FINALISTA  | TERZA  |           |  |  |  |  |  |  |  |  |  |
| Pietro        | SALVO     | SALVO     | SALVO | SALVO     | SALVO   | SALVO     | SALVO     | ELIMINATO  |        |           |  |  |  |  |  |  |  |  |  |
| Giuseppe      | SALVO     | SALVO     | SALVO | SALVO     | SALVO   | SALVO     | SALVO     | ELIMINATO  |        |           |  |  |  |  |  |  |  |  |  |
| Anna          | SALVA     | PRIMA     | SALVA | SALVA     | SALVA   | SALVA     | ELIMINATA |            |        |           |  |  |  |  |  |  |  |  |  |
| Martina       | SALVA     | SALVA     | SALVA | SALVA     | SALVA   | SALVA     | ELIMINATA |            |        |           |  |  |  |  |  |  |  |  |  |
| Luca          | SALVO     | SALVO     | SALVO | SALVO     | SALVO   | ELIMINATO |           |            |        |           |  |  |  |  |  |  |  |  |  |
| Teresa        | SALVA     | SALVA     | SALVA | SALVA     | SALVA   | ELIMINATA |           |            |        |           |  |  |  |  |  |  |  |  |  |
| Christian     | SALVO     | SALVO     | SALVO | ELIMINATO |         |           |           |            |        |           |  |  |  |  |  |  |  |  |  |
| Francesco     | SALVO     | SALVO     | SALVO | ELIMINATO |         |           |           |            |        |           |  |  |  |  |  |  |  |  |  |
| Alessia       | SALVA     | ELIMINATA |       |           |         |           |           |            |        |           |  |  |  |  |  |  |  |  |  |
| Edoardo Mario | SALVO     | ELIMINATO |       |           |         |           |           |            |        |           |  |  |  |  |  |  |  |  |  |
| Annachiara    | ELIMINATA |           |       |           |         |           |           |            |        |           |  |  |  |  |  |  |  |  |  |
| Marco         | ELIMINATO |           |       |           |         |           |           |            |        |           |  |  |  |  |  |  |  |  |  |

Legenda:
     Il concorrente ha vinto la gara
     Il concorrente ha perso la sfida finale e si classifica al secondo posto della gara
     Il concorrente si classifica al terzo posto della gara
     Il concorrente accede in finale
     Il concorrente ha vinto il grembiule blu
     Il concorrente è salvo e accede alla puntata successiva
     Il concorrente è stato eliminato al termine della puntata
     Il concorrente è stato eliminato dopo la prova creativa

## Riassunto Episodi

### Episodio 1
Prima TV: 
- La prova di creatività (1): Ciambella casereccia.
- Concorrenti eliminati: Annachiara e Marco
- La prova di creatività (2): Torta brutta (dolce dall'aspetto orribile ma buono)
- Grembiule blu: Anna
- Concorrenti eliminati: Edoardo Mario e Alessia.

Nota: Eccezionalmente per questo episodio ci saranno 2 prove creative e nessuna prova tecnica.

### Episodio 2
Prima TV: 
- La prova di creatività: Dolce di casa (ispirato a un componente della propria famiglia)
- La prova tecnica: Biscotti natalizi a forma di stella e albero e omini di pan di zenzero.
- Grembiule blu: Irene
- Concorrenti eliminati: I giudici hanno deciso di non eliminare nessuno.

Nota: Eccezionalmente per questo episodio a tema natalizio non ci saranno eliminazioni. Ospite: Buddy Valastro

### Episodio 3
Prima TV: 
- La prova creativa: Drip Cake (per questa prova hanno ricevuto aiuti da un ospite esperto di drip, Renato Ardovino)
- La prova tecnica: Colazione golosa a base di pane in cassetta, panini all'uva sultanina, burro e marmellata.
- Grembiule blu: Camilla
- Concorrenti eliminati: Christian e Francesco.

Nota: Per la prova tecnica i pasticceri sono rimasti nel tendone in pigiama per un pigiama party per far lievitare i loro impasti.

### Episodio 4
Prima TV:
- La prova creativa: Torta ispirata ad un colore (la prova viene eseguita a squadre)
- La prova tecnica: Tiramisù, Torta di mele, Rosa del deserto (I concorrenti eseguono solo una delle preparazioni)
- Grembiule blu: Camilla
- Concorrenti eliminati: Teresa e Luca

### Episodio 5
Prima TV 
- La prova creativa: Merenda dolce o salata
- La prova tecnica: Crostata al cioccolato
- Grembiule blu: Mattia
- Concorrenti eliminati: Anna e Martina

### Episodio 6
Prima TV 
- La prova creativa: Pizza
- La prova tecnica: Torta della nonna
- Grembiule blu: Arianna
- Concorrenti eliminati: I giudici decidono di non eliminare nessun concorrente

### Episodio 7
Prima TV 
- La prova creativa: Il dolce etnico
- La prova tecnica: La torta emoticon
- Grembiule blu: I giudici decidono di non assegnare il grembiule blu
- Concorrenti eliminati: Giuseppe e Pietro

### Episodio 8
Prima TV 
- La prova creativa: Torta ispirata ad una delle quattro stagioni
- La prova tecnica: Apple pie allo zenzero, Golden muffin e Tarte Tatin
- La prova finale: Cavallo di battaglia
- Vincitore: Mattia
- Secondo Classificato: Arianna
- Concorrenti eliminati dopo la prova tecnica: Irene e Camilla

## Ascolti
| Puntata    | Data             | Telespettatori | Share | Note  |
| ---------- | ---------------- | -------------- | ----- | ----- |
| 1          | 16 dicembre 2016 | 590.000        | 2,4%  | [ 1 ] |
| 2          | 23 dicembre 2016 | 560.000        | 2,3%  | [ 2 ] |
| 3          | 30 dicembre 2016 | N.D.           | N.D.  |       |
| 4          | 6 gennaio 2017   | N.D.           | N.D.  |       |
| 5          | 13 gennaio 2017  | 835.000        | 3%    | [ 3 ] |
| 6          | 20 gennaio 2017  | N.D.           | N.D.  |       |
| Semifinale | 27 gennaio 2017  | 791.000        | 3%    | [ 4 ] |
| Finale     | 3 febbraio 2017  | 855.000        | 3,3%  | [ 5 ] |
| Media      | Media            | 726.200        | 2,8%  |       |